# Stenopogon felis
Stenopogon felis là một loài ruồi trong họ Asilidae. Stenopogon felis được Bromley miêu tả năm 1931. Loài này phân bố ở vùng Tân Bắc giới.